# 公园大道桥 (亚利桑那州)
公园大道桥（英語：Park Avenue Bridge）是亞利桑那州克利夫頓的公园大道跨过旧金山河的桥梁，是沟通东西两岸的最重要通道，修建于1917-1918年间，现列入美国國家史蹟名錄。此桥也被称为“克利夫頓桥”（Clifton Bridge）或“瑞丽桥”（Riley Bridge）。